# 爨荣宗
爨荣宗（?—?），唐朝爨氏豪酋，爨福的兒子。
他的曾祖父是唐高祖的昆州（今云南省昆明市）刺史爨宏達，唐睿宗垂拱四年（688年），其父爨乾福擔任昆州刺史。爨荣宗被唐朝封為左監門衛大將軍、郎州（南寧州，今云南省曲靖市）刺史、南寧郡王。其子爨仁弘，孫子爨歸王、爨摩湴。